# 阿部沙織
阿部 沙織（あべ さおり、1980年6月5日 - ）は、エフエム岩手のアナウンサー。山形県生まれ、千葉県八千代市出身。ニックネームは「丸顔天使」、「まるてん」、「あべさ」。

## 人物
- 2012年エフエム岩手に入社。

- 愛用の自転車を「ヨネクラ」と名付けて通勤に利用している。

- 夕刊ラジオでのオープニングで晴れている時は「丸顔天使こと阿部沙織です」雨が降っている時は「元気印のレイニーガール阿部沙織です」と挨拶する。

- 夕刊ラジオでパーソナリティーを務めていたまつみたくやと「あべまつみ」のコンビを組む。

- 自他ともに認める唐揚げ好きである。岩手県九戸村の非公認キャラクターキングオブチキンの楽曲「唐揚げ大好きさおりさん」で友情出演している。

- お笑い芸人・天津木村のトークライブにゲスト出演した際、木村から新ニックネームとして「あべさ」と命名された。

- 「イケメン好き」を公言しており、特に俳優の玉山鉄二を敬愛している。

## 現在の出演番組
- 夕刊ラジオ（2020年4月より月曜・水曜・金曜担当、他曜日もニュース担当で出演することあり）
  - 2019年5月 - 2020年3月まで月曜・火曜担当
- Delicious Smile（毎週木曜日8:45 - 9:00）
- ビッキー吉田のフォークケロケロ（毎週日曜日18:00 - 18:30）
- 丸顔たちは、きょうも空腹。（毎週土曜日18:00 - 18:30）
- アイドループ（不定期放送）
- ストップ・ザ・交通事故（2013年より担当、毎年9月にNHK盛岡放送局、IBC岩手放送と合同放送）
- 盛岡文士劇

放送時間はいずれもJST

## 過去の出演番組
- Posh!(月、木曜日担当)